# BattlEye
BattlEye — проприетарное программное обеспечение немецкой компании BattlEye Innovations для предотвращения читерства в сетевых играх. Первоначально оно было выпущено как сторонний античит для Battlefield Vietnam в 2004 году и с тех пор официально используется во многих видеоиграх, включая PlayerUnknown’s Battlegrounds, Arma 3 и DayZ.
BattlEye поддерживает совместимость Proton от Valve Corporation и может использоваться на Steam Deck.

## Игры, использующие BattlEye
- Arma 2 (2009)[6]
- PlanetSide 2 (2012)[4]
- Arma 3 (2013)[4]
- Rainbow Six Siege (2015)[7]
- Heroes & Generals (2016)
- Escape from Tarkov (2017)[8]
- Ark: Survival Evolved (2017)[4]
- Unturned (2017)[4]
- Destiny 2 (2017)[3]
- PUBG: Battlegrounds (2017)[9][10]
- Ghost Recon: Wildlands (2017)
- Atlas[англ.] (2018)[4]
- Z1 Battle Royale[англ.] (2018)
- DayZ (2018)[4][11]
- PlanetSide Arena[англ.] (2019)
- Ghost Recon: Breakpoint (2019)
- Watch Dogs: Legion (2020)
- Arma Reforger (2022)
- The Crew 2 (2018)
- The Cycle: Frontier[англ.] (2022)[12]
- Mount & Blade II: Bannerlord (2022)[4]
- Tom Clancy’s Rainbow Six Extraction[англ.] (2022)
- Tibia[англ.] (2023)
- War Rock[англ.] (2023)
- Ark: Survival Ascended[англ.] (2023)
- Skull and Bones (2024)
- XDefiant[англ.] (2024)
- Enlisted (2024)
- Grand Theft Auto Online (2024)[13]
- War Thunder (2024)[14]